# Lorraine Thorpe
Lorraine Thorpe (née en 1994) est une Britannique connue pour être la plus jeune double meurtrière de Grande-Bretagne. En l'espace de 9 jours en août 2009, elle a torturé et assassiné deux personnes à Ipswich, dont son propre père. Elle a attiré l'attention nationale lors de sa condamnation en 2010, lorsqu’il a été révélé qu’elle n’avait que 15 ans au moment des faits. Elle a été condamnée à la réclusion à perpétuité, avec une peine de sûreté de 14 ans, tandis que son complice a reçu une peine minimale de 27 ans. Elle est toujours incarcérée à la prison de Foston Hall (en), sa libération conditionnelle ayant été refusée en octobre 2023.

## Enfance
Lorraine Thorpe a grandi à Ipswich, dans le Suffolk en Angleterre,. Après le divorce de ses parents, alors qu'elle était âgée de douze ans, elle a décidé de vivre avec son père. Elle a grandi à ses côtés dans la pauvreté, vivant dans divers logements insalubres, et parfois même dans la rue. Elle a fréquenté dès son plus jeune âge un groupe d’adultes alcooliques connus pour leur comportement agressif.
Les services sociaux ont été alertés au sujet de Lorraine, mais ne parvenaient pas à assurer un suivi durable. Chaque fois qu’elle était placée dans un établissement spécialisé, elle s'enfuyait pour retourner vivre avec son père. Ce dernier, lui aussi alcoolique et en mauvaise santé, dépendait de sa fille pour les soins quotidiens dès son plus jeune âge.
Son parcours a été décrit comme celui d’une adolescente devenue violente et manipulatrice.

## Meurtres

### Rosalyn Hunt
En août 2009, Lorraine Thorpe et Paul Clarke, un homme de 41 ans faisant partie du groupe d'alcooliques qu'elle fréquentait, ont assassiné une femme de leur entourage,. Après une dispute à propos du chien de Clarke, ils ont attiré Rosalyn Hunt, également âgée de 41 ans, dans leur appartement à Ipswich et l’y ont torturée. Thorpe lui a donné des coups de pied, des coups poing, et l'a piétinée. Le duo a également utilisé des râpes à fromage, des chaînes et du sel pour la torturer,. Malgré plusieurs jours de sévices, la victime était encore en vie avant d’être finalement forcée à ingérer des somnifères en grande quantité et battue à mort.
Le 9 août 2009, un voisin a contacté la police, inquiet pour la sécurité de madame Hunt. Les forces de l’ordre l’ont retrouvée morte à son domicile de Victoria Street.

### Desmond Thorpe
Quelques jours après ce meurtre, Thorpe et Clarke ont décidé d'assassiner le père de Lorraine, Desmond Thorpe, 43 ans, pour l’empêcher de les dénoncer à la police,,,. Lorraine a étouffé son père handicapé avec un coussin, puis l’a frappé alors qu’il était allongé par terre. Elle a déclaré plus tard à la police qu’ils retrouveraient « l’empreinte de sa basket sur sa tête ».
Le corps de Desmond a été retrouvé par la police le matin du 10 août après un signalement concernant un homme décédé à Limerick Close. Son corps a été découvert seulement quelques heures après celui de Rosalyn Hunt. Les policiers ont rapidement établi un lien entre les deux meurtres et ont arrêté Clarke et Thorpe. Le 25 août, ils ont comparu devant le tribunal, inculpés des deux meurtres.

## Procès
Le 3 août 2010, Clarke et Thorpe ont été reconnus coupables des deux meurtres par la Cour d'assises d'Ipswich (en). Tous deux ont nié les faits et n’ont pas témoigné lors du procès.
L’avocate de l’accusation, Ros Jones, a déclaré que Rosalyn Hunt avait été retenue prisonnière chez elle et était morte des suites de nombreuses blessures résultant d’agressions répétées. Elle a ajouté que Desmond Thorpe avait été étouffé pour des raisons connues uniquement des deux accusés.
Parmi les éléments à charge, une amie de Lorraine a affirmé que cette dernière lui avait avoué les faits. Une codétenue a également déclaré que Lorraine avait parlé du meurtre de son père à l’occasion de l’anniversaire de sa mort.
Paul Clarke a été condamné à la réclusion criminelle à perpétuité avec une période de sûreté de 27 ans.
La peine de Lorraine a été prononcée en septembre à l’Old Bailey : elle a été condamnée à la réclusion à perpétuité avec une période de sûreté de 14 ans,.
Le juge Sweeney (en) a estimé que Lorraine avait participé aux violences dans le but de gagner l’approbation de Clarke. Il a précisé qu’elle avait infligé des coups répétés à Rosalyn Hunt, qui était incapable de se défendre, et qu’au moment des faits, la victime était totalement sans défense. Selon lui, loin d’éprouver du remords, Lorraine s’en serait même vantée, décrivant à ses amis comment elle avait piétiné la tête de Rosalyn. Il a conclu que le meurtre de son père s’expliquait probablement par la peur qu’il ne révèle à la police ce qui était arrivé à Rosalyn.
Enfin, il a souligné que, bien que jeune, Lorraine n’était pas entièrement sous l’emprise de Clarke, et qu’elle faisait preuve d’un caractère volontaire et manipulateur.

## Reactions
Après sa condamnation, Lorraine Thorpe est officiellement devenue la plus jeune criminelle condamnée pour un double meurtre au Royaume Uni, n’ayant que 15 ans au moment des faits. L’affaire a fait grand bruit dans la presse britannique,,,, et internationale,. Son cas a été comparé celui de Sharon Carr (qui a tué à l’âge de 12 ans en 1992) et à celui de Mary Bell (qui a tué deux jeunes garçons à Newcastle en 1968 alors qu'elle n'avait que 11 ans). Mary Bell ayant été condamnée pour homicide involontaire et non pour meurtre, Lorraine Thorpe est donc la plus jeune meurtrière à avoir été condamnée pour un double meurtre au Royaume-Uni,,. Le Evening Standard a affirmé qu’elle avait rejoint « le cercle restreint des meurtrières les plus cruelles de Grande-Bretagne », aux côtés de Myra Hindley et Rose West.

## Événements postérieurs
En avril 2011, la Cour d’appel a rejeté les recours déposés par Clarke et Thorpe concernant le meurtre de Desmond Thorpe, estimant que les condamnations étaient fondées. Aucun des deux n’a contesté sa condamnation pour le meurtre de Rosalyn Hunt. 
En septembre 2014, Paul Clarke a été retrouvé mort dans sa cellule à la prison de Whitemoor. Il se serait suicidé.
En septembre 2019, Lorraine Thorpe était incarcérée à la prison de Foston Hall (en). En mars 2023, il a été annoncé qu’elle bénéficierait de sa première audience devant la commission des libérations conditionnelles,.
Elle a toutefois choisi de ne pas participer activement à l’examen de son dossier. Sa libération conditionnelle a été refusée en octobre 2023, mais elle pourra faire l’objet d’une nouvelle évaluation dans le futur.
Son cas continue d’être mentionné dans les discussions relatives aux plus jeunes meurtrières du Royaume-Uni.

## Dans la culture populaire
Un certain nombre de documentaires ont été publiés qui ont couvert le cas de Thorpe:
- Le 16 décembre 2011, un épisode de la saison 5 de Deadly Women a été diffusé qui couvrait le cas de Thorpe, intitulé "Baby-Faced Killers"[21].
- Le 8 septembre 2014, Channel 5 a diffusé un documentaire sur Thorpe dans le cadre de sa série Countdown to Murder . L'épisode de la série 2 s'intitulait "Killer Schoolgirl" et comportait des entretiens avec le frère de Rosalyn Hunt ainsi qu'avec des officiers de l'équipe d'enquête[22].
- Le 26 mars 2017, un épisode de la série Teens Who Kill de CBS Reality a documenté les crimes de Thorpe[23].
- Le 24 mai 2019, un épisode de Britain's Deadliest Kids a été diffusé et axé sur Thorpe.
- Le 7 octobre 2019, un épisode de la série 2 du programme Crime + Investigation Murdertown a documenté les crimes de Thorpe. C'était le quatrième épisode de la série 2[24].